# Dina el-Tabaa
Dina Ahmed el-Tabaa (* 13. September 1991) ist eine ägyptische Leichtathletin, die sich auf den Stabhochsprung spezialisiert hat.

## Sportliche Laufbahn
Erste internationale Erfahrungen sammelte Dina el-Tabaa bei den Arabischen Juniorenmeisterschaften 2006 in Kairo, bei denen sie mit 3,20 m die Silbermedaille gewann, ehe sie vier Jahre darauf ebenfalls in Kairo mit Egalisierung des Meisterschaftsrekordes von 3,40 m die Goldmedaille gewann. 2011 gewann sie bei den Panarabischen Spielen in Doha mit 3,30 m die Bronzemedaille hinter der Marokkanerin Nisrine Dinar und Dorra Mahfoudhi aus Tunesien. 2015 gewann sie bei den Arabischen Meisterschaften in Manama mit 3,60 m die Bronzemedaille hinter der Tunesierin Syrine Balti und Dinar und 2016 belegte sie bei den Afrikameisterschaften in Durban mit übersprungenen 3,50 m den fünften Platz. 2018 wurde sie bei den Mittelmeerspielen in Tarragona mit 3,91 m Zwölfte und gewann bei den Afrikameisterschaften in Asaba mit neuem Landesrekord von 4,05 m die Silbermedaille hinter der Tunesierin Mahfoudhi, wie auch bei den Arabischen Meisterschaften 2019 in Kairo mit 3,90 m. Ende August nahm sie erstmals an den Afrikaspielen in Rabat teil und gewann dort mit 4,00 m die Bronzemedaille hinter Mahfoudhi und ihrer Landsfrau Fatma el-Bendary. 2022 gelangte sie bei den Afrikameisterschaften in Port Louis mit 3,60 m auf den fünften Platz und im Jahr darauf gewann sie bei den Arabischen Meisterschaften in Marrakesch mit 3,65 m die Silbermedaille hinter Mahfoudhi. 2025 gewann sie bei den Arabischen Meisterschaften in Oran mit 3,70 m die Silbermedaille hinter der Tunesierin Mahfoudhi und sicherte sich auch mit der ägyptischen 4-mal-100-Meter-Staffel in 47,89 s die Silbermedaille hinter dem algerischen Team.
In den Jahren 2016, 2023 und 2024 wurde el-Tabaa ägyptische Meisterin im Stabhochsprung.